# Pancuran Kerambil
Pancuran Kerambil is een bestuurslaag in het regentschap Sibolga van de provincie Noord-Sumatra, Indonesië. Pancuran Kerambil telt 2914 inwoners (volkstelling 2010).